# Gebietskommissar
Der Begriff Gebietskommissar wurde in der Zeit des Nationalsozialismus während des Zweiten Weltkriegs als offizieller amtlicher Titel für Beamte verwendet, die an der Spitze der Verwaltung eines Kreisgebietes bzw. Gebietskommissariats tätig gewesen sind. Sie waren in etwa gleichrangig mit den Landräten oder den NSDAP-Kreisleitern im deutschen Reichsgebiet. Über ihnen rangierten die Hauptkommissare. Eingesetzt wurden Gebietskommissare ab 1940 nach dem militärischen Angriff gegen Norwegen und Dänemark in Norwegen und 1941 nach dem militärischen Angriff gegen Russland in den Zivilverwaltungen der besetzten Ostgebiete im Reichskommissariat Ostland und Reichskommissariat Ukraine. Nach 1945 wurde der Begriff nur noch in der Geschichtsschreibung verwendet. Der Begriff bezeichnet deshalb aus heutiger Perspektive ein historisches Amt.

## Planungen des Ostministeriums

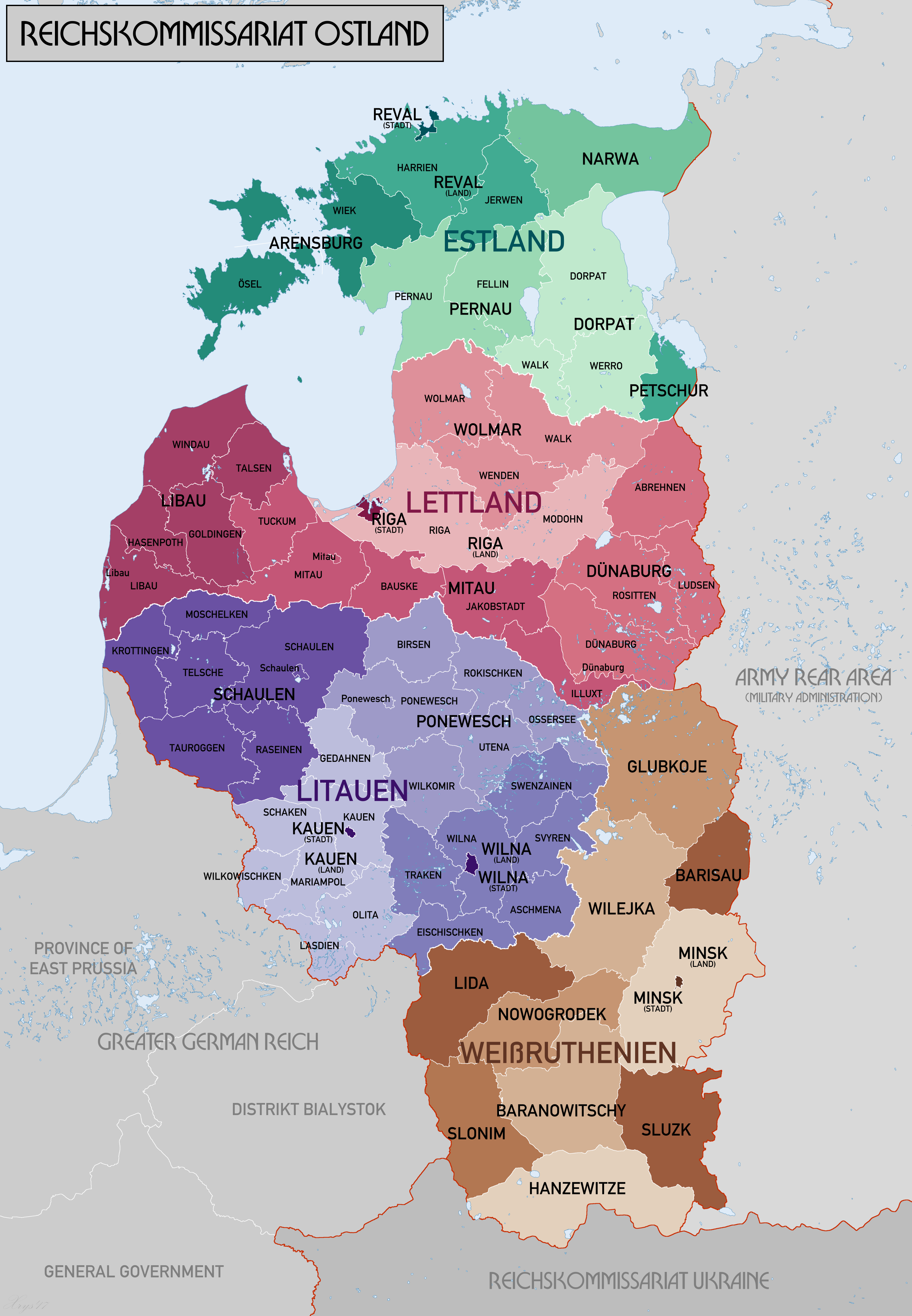
Verwaltungseinteilung Reichskommissariat Ostland und dessen Gebiete

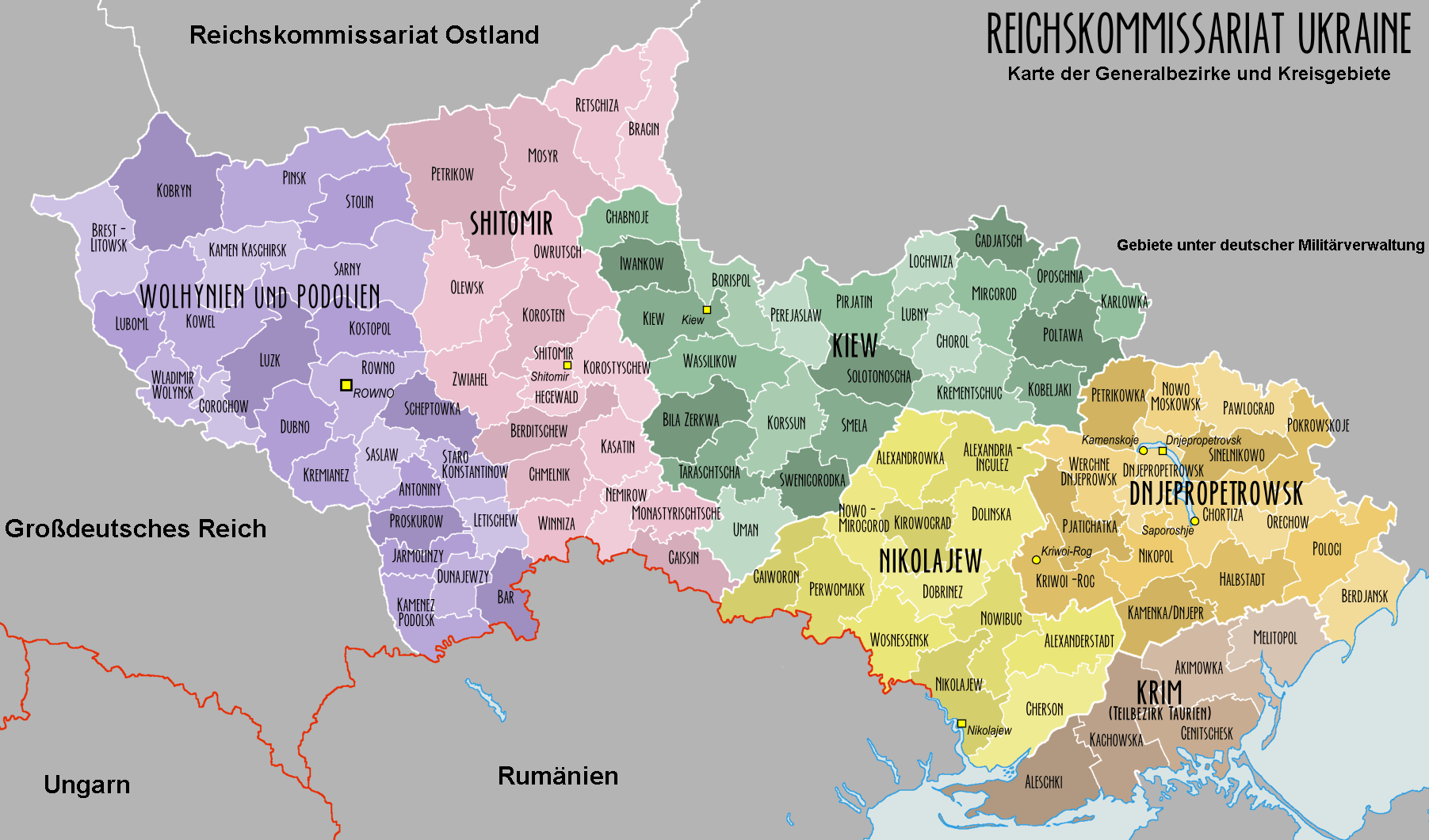
Verwaltungseinteilung Reichskommissariat Ukraine und dessen Gebiete

Am 28. Juni 1941, sechs Tage nach dem Angriff auf Russland, verfasste der Leiter des Reichsministeriums für die besetzten Ostgebiete (RMfdbO), der Parteiideologe Alfred Rosenberg, einen Bericht, in dem er seine Planung festhielt, für den „osteuropäischen Raum“ unterhalb der Ebene der Reichskommissare 24 Generalkommissare, darunter 80 Hauptkommissare und darunter wiederum über 900 Gebietskommissare einzusetzen. Deren Mitarbeiterstäbe sollten auf der NS-Ordensburg Krössinsee in Pommern einer „Schulung und Unterrichtung über das Gesamtproblem“ unterzogen werden.

## Führererlass vom 17.Juli 1941
Eine genauere Regelung bezüglich des Kommissarwesens wurde rund einen Monat später, am 17. Juli 1941, mit dem seinerzeit nicht publizierten „Erlaß des Führers über die Verwaltung der neu besetzten Ostgebiete“ getroffen. Aus diesem Erlass geht hervor, dass nach Abschluss der Kampfhandlungen die Verwaltungsaufgaben von der Militärverwaltung an die dem RMfdbO unterstellte „Zivilverwaltung“ übergehen. Die dem RMfdbO unterstehenden Reichskommissariate sollten entsprechend dem Erlass in Generalbezirke mit jeweils einen Generalkommissar an der Spitze, diese wiederum in Kreisgebiete mit Gebietskommissaren eingeteilt werden. Zudem wurde festgelegt, dass mehrere Kreisgebiete zu einem Hauptbezirk zusammengefasst werden können (geführt von einem Hauptkommissar). Diesem Führererlass von Adolf Hitler ist ferner zu entnehmen, dass im Gegensatz zu den Reichs- und Generalkommissaren, die Haupt- und Gebietskommissare vom RMfdbO eingesetzt worden sind: „Die Reichskommissare und die Generalkommissare werden von mir, die Leiter der Hauptabteilungen in den Dienststellen der Reichskommissare sowie der Hauptkommissare und Gebietskommissare werden vom Reichsminister für die besetzten Ostgebiete bestellt.“

## Anweisungen in der Braunen Mappe
Etwa im Juli/August 1941 gab das RMfdbO eine „Braune Mappe“ heraus, die für die Reichskommissare und Behörden der Zivilverwaltung erarbeitet wurde. Darin ist unter anderen zu lesen: „Der Generalkommissar leitet die Verwaltung seines Bezirks und beaufsichtigt die Haupt- und Gebietskommissare wie auch die landeseigene Verwaltung. Der Gebietskommissar führt als untere Verwaltungsbehörde die Verwaltung seines Gebiets und beaufsichtigt die landeseigenen Behörden in unterster und in der Kreisinstanz.“

## Gebietskommissare

### In Norwegen
- Paul Wegener, Gebietskommissar in Nord-Norwegen
- Karl Eugen Dellenbusch, Gebietskommissar in Bergen (1940–1941)

### Im Reichskommissariat Ostland
Siehe: Reichskommissariat Ostland#Zivilverwaltung

### Im Reichskommissariat Ukraine
Insgesamt gab es mindestens 114 Gebietskommissare im Reichskommissariat Ukraine (RKU), die sechs Generalkommissaren auf der regionalen Ebene unterstanden.
Siehe: Reichskommissariat Ukraine#Zivilverwaltung